# Christian Sackewitz
Christian Sackewitz (né le 11 décembre 1955 à Göttingen en Basse-Saxe) est un joueur et entraîneur de football allemand.